# Strings (muziek)
Strings is in het Engelse muziekjargon een afkorting voor string section en feitelijk een onderdeel van een orkest bestaande uit strijkers (violen, altviolen, cello's en contrabassen), waarbij het aantal en samenstelling niet gedefinieerd is zoals bij een strijkkwartet. Omdat het niet om één afzonderlijk instrument gaat maar om een instrumentgroep is de inzet van een toon minder herkenbaar en kenmerkend. Hierdoor leent de string section zich goed voor elektronische voortbrenging. 
In de popmuziek komt de string section eerder overeen met een bepaald geluid van strijkers of een strijkkwartet.